# Gare d'Aumont-Aubrac
La gare d'Aumont-Aubrac est une gare ferroviaire française de la ligne de Béziers à Neussargues (dite aussi ligne des Causses), située sur le territoire de l'ancienne commune d'Aumont-Aubrac, intégrée à Peyre en Aubrac, dans le département de la Lozère, en région Occitanie.
Elle est mise en service en 1887, par la Compagnie des chemins de fer du Midi et du Canal latéral à la Garonne.
C'est une gare de la Société nationale des chemins de fer français (SNCF), desservie par des trains Intercités et TER Occitanie.

## Situation ferroviaire
Établie à 1 041 mètres d'altitude, la gare d'Aumont-Aubrac est située au point kilométrique (PK) 641,898 de la ligne de Béziers à Neussargues entre les gares ouvertes de Marvejols et de Saint-Chély-d'Apcher. Vers Marvejols, s'intercale la gare fermée de Saint-Sauveur-de-Peyre.

## Histoire
La « station d'Aumont » est mise en service le 9 mai 1887 par la Compagnie des chemins de fer du Midi et du Canal latéral à la Garonne (Midi) lorsqu'elle ouvre à l'exploitation la section de Marvejols à Saint-Chély.

## Service des voyageurs

### Accueil
Gare

### Desserte
Aumont-Aubrac est desservie par des trains Intercités et des trains TER Occitanie.

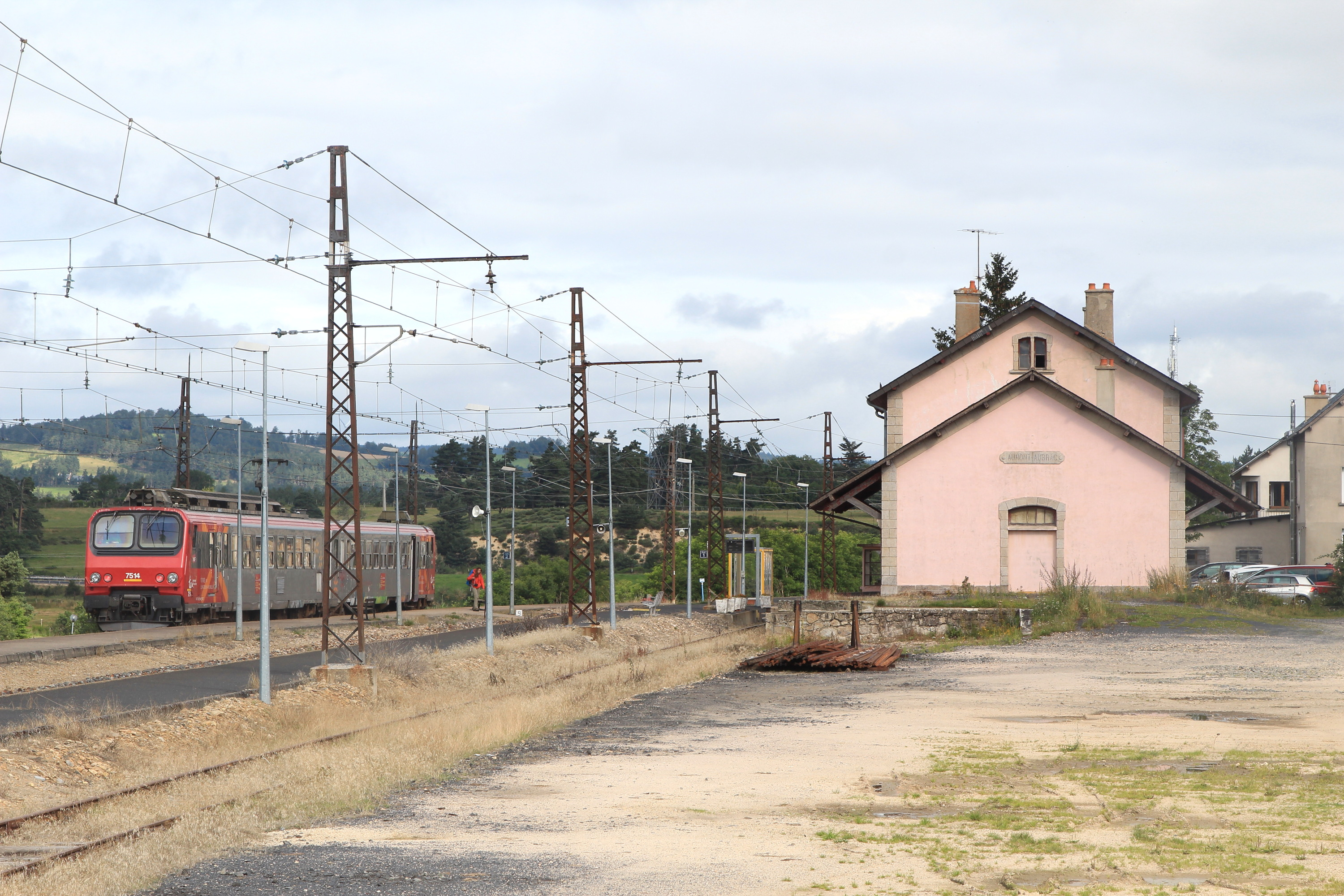

### Intermodalité
Un parking pour les véhicules est aménagé. En renforcement ou complément des dessertes ferroviaires, la gare est desservie par des cars TER Occitanie. 
Des autocars du réseau interurbain régional liO desservent également la gare.